# Ong bak 2
Ong bak 2 (tailandès องค์บาก 2) és una pel·lícula d'arts marcials tailandesa del 2008 codirigida per Panna Rittikrai i Tony Jaa. Protagonitzada pel mateix Jaa, és una preqüela independent de la pel·lícula de 2003 Ong bak. Ambientada a la Tailàndia del segle xv, la pel·lícula gira al voltant d'en Tien, el fill d'un noble assassinat. Capturat i venut com a esclau, en Tien és salvat de la mort per en Chernang, el líder del Pha Beek Khrut, un grup d'artistes marcials especialitzats en diversos estils de combat asiàtics. En Chernang pren en Tien sota el seu bàndol i s'adona que té un potencial físic insuperable tot entrenant-lo en tots els diferents tipus d'arts marcials asiàtiques. Quan en Tien creix, va a una missió solitària com a revenja contra els comerciants d'esclaus i el traïdor senyor de la guerra que va matar la seva família. S'ha doblat al català.
Estrenada el 4 de desembre de 2008, la pel·lícula va ser seguida per Ong bak 3 el 2010.